# Wilhelm von Luckner
Johann Heinrich Wilhelm greve von Luckner (født 29. januar 1805 i Plön, død 19. februar 1865 på Schloss Altfranken ved Dresden) var en dansk diplomat.
Han var søn af grev Ferdinand von Luckner og var kgl. dansk kammerherre, hofjægermester og gesandt i Dresden.
3. oktober 1836 ægtede han i Baden-Baden Amalie Wilhelmine Emilie (Minna) grevinde von Reichenbach-Lessonitz (født 31. december 1816 i Kassel), uægte datter af kurfyrste Vilhelm II af Hessen-Kassel og Emilie grevinde von Reichenbach-Lessonitz født Ortlepp, og 1838 fødte hun ham en søn, grev Nikolaus Alfred Arthur von Luckner. Allerede 1839 blev parret skilt, fordi von Luckner havde udenomsægteskabelige forhold. 21. december 1847 indgik han dog sit andet ægteskab med samme Amalie, der i mellemtiden var blevet gift Freifrau von Watzdorf. 1849 fødte hun ham sønnen, grev Nikolaus Rudolf Gustav Alfred Felix von Luckner.
Han var bygherre for Schloss Altfranken ved Dresden. 1850 havde han købt riddergodset Gross-Dittmannsdorf, hvor han lod sit nye slot opførte i nygotik. Bygningen stod færdig 1852 og var tegnet af Carl Alexander Heideloff.
Hans hustru Amalie døde 28. juli 1858, hvorpå von Luckner genoptog sit udsvævende liv og ofte tog til Baden-Baden for at more sig. Den ældste søn døde imidlertid 1864 af nervefeber, og formentlig på grund af mental uligevægt tog Wilhelm von Lucker i november samme år til kurbadet Bad Kreuznach, men vendte i januar 1865 hjem til sit slot, hvor han den 19. februar begik selvmord ved at skyde sig. 
Han og hustruen er begravet i familiekapellet i Pesterwitz.